# Лоджия „Ланци“
Лоджия „Ланци“ (на италиански: Loggia dei Lanzi, Лоджа дей Ланци), наречена също Лоджия „Синьория“ (на италиански: Loggia della Signoria, Лоджа дела Синьорѝя) е сграда и исторически паметник на ъгъла на Площад „Синьория“ в град Флоренция, Италия, граничеща с Галерия „Уфици“.
Нейно копие под името Фелдхернхале (Feldherrnhalle) се намира в Мюнхен и датира от средата на XIX век. Копието е поръчано от крал Лудвиг I Баварски в почит на военната му традиция.

## Наименования
Нарича се Лоджия „Ланци“ (Loggia dei Lanzi) не толкова поради факта, че през 1527 г. ландскнехтите лагеруват тук на път за Рим, а защото гвардейският корпус на великия херцог Козимо I Медичи, който се е помещавал под лоджията, е бил отчасти съставен от ландскнехти (германски наемни пехотинци). Според друга интерпретация името ѝ произлиза от копията (lanze), използвани от гвардията на Великия херцог.
Нарича се още и Лоджия на приорите (Loggia dei Priori) или Лоджия „Орканя“ (Loggia dell'Orcagna) поради грешното ѝ приписване на Андреа ди Чионе, наречен Орканя. Всъщност конструкцията ѝ е дело на архитектите Бенчи ди Чионе Дами (ок. 1310, † 1388) и Симоне ди Франческо Таленти (* 1340?, † 1380?). Някои източници обаче цитират Орканя като сътрудник на проекта.

## История
Сградата датира от периода между 1376 и 1382 г.: лоджията е била използвана за закрито място за провеждане на многобройни обществени събрания и официални церемонии на Флорентинската република в присъствието на народа.
Въпреки че е готическа сграда, наличието на кръгли арки представлява истински предшественик на ренесансовия стил, който по всяка вероятност вдъхновява Филипо Брунелески за изграждането на това, което се счита за първата напълно ренесансова сграда – Spedale degli Innocenti на пл. „Сантисима Анунциата“. На фасадата на лоджията се открояват четирите панела с алегорични фигури на кардиналните добродетели, изработени по скица на Аньоло Гади (1383 – 1386): благоразумие, справедливост, умереност и сила
От XVI век нататък, със създаването на Великото херцогство Тоскана и с окончателното потискане на републиканските институции, това пространство е предназначено да приюти някои скулптурни шедьоври, превръщайки се в едно от първите изложбени пространства на света. Великият херцог Козимо I Медичи обаче нарежда статуите да бъдат подредени не според прост естетически критерий, а в съответствие с предишните скулптури на площад „Синьория“, така че те да придобият точни политически характеристики. В този смисъл Персей на Бенвенуто Челини с главата на Медуза, специално поръчан от Козимо I, означава скъсване с републиканските преживявания на града, символизирани от Медуза, от чието тяло излизат змии, които представляват пословичните градски раздори, които винаги са подкопавали истинския демократичен живот.
През 1583 г., в края на Дворец „Уфици“, Бернардо Буонталенти създава тераса на върха на лоджията, от която е възможно да се присъства на различните церемонии и представления, провеждани на площада отдолу. Днес това е основна точка на музейното кафене.
Почти уникален случай в световната панорама, под трите арки на лоджията са разположени скулптури с изключителна стойност, датиращи от Класическата епоха и от епохата на Маниеризма – истински музейни шедьоври, достъпни за посещение по всяко време и безплатно: „Персей с главата на Медуза“ на Бенвенуто Челини, „Похищението на сабинянките“ и „Херкулес и Кентавър“ на Джамболоня, древноримско копие на древногръцката скулптура „Менелай с тялото на Патрокъл“, „Похищението на Поликсена“ на Пио Феди, а също и няколко антични женски статуи.

## Описание

### Архитектурна среда
На фасадата на лоджията, под парапета са изобразени трилистници с алегоричните фигури на четирите кардинални добродетели (Устойчивост, Умереност, Справедливост и Благоразумие) от Аньоло Гади. Техният син емайлиран фон е дело на монаха Леонардо, а златните звезди са нарисувани от Лоренцо де Бичи. Сводът, съставен от полукръгове, е направен от флорентинеца Антонио де Пучи.
На стъпалата на Лоджията са Лъвовете на Медичи – мраморни статуи на лъвове, хералдически символи на Флоренция; този вдясно е от римско време, а този вляво е изваян от Фламинио Вака през 1598 г. Първоначално е поставен във Вила „Медичи“ в Рим, но намира окончателното си място в лоджията през 1789 г.
На дясната стена на лоджията има надпис на латински език, който напомня за приемането през 1750 г. на общия григориански календар, чието прилагане е установено с указ на великия херцог Франческо Стефано ди Лорена. Дотогава флорентинската Нова година се е празнувала на 25 март – празникът Благовещение; според обичая дните от 1 януари до 25 март са причислени към предходната година.
Другият надпис от 1893 г. отбелязва флорентинците, отличили се по време на анексията на Милано (1865), Венеция (1866) и Рим (1871) към Кралство Италия.

### Статуи
Под отвора най-ляво е бронзовата статуя на Персей от Бенвенуто Челини. Той показва митичния гръцки герой, който държи меча си в дясната си ръка, а отсечената глава на Медуза – в лявата. Добре пропорционалното мускулесто тяло на Персей стои на десния си крак. Той сякаш е замислен и изглежда уплашен от своето действие. От главата и шията на мъртвата Медуза блика кръв. Богато украсеният мраморен пиедестал, също дело на Челини, показва четири грациозни бронзови статуетки на Юпитер, Меркурий, Минерва и Даная. Барелефът на пиедестала, изобразяващ Персей, освобождаващ Андромеда, е копие на този в Национален музей „Барджело“.
Бенвенуто Челини работи почти десет години върху този бронз (1545 – 1554). Неговият восъчен дизайн е незабавно одобрен от Козимо I Медичи. Той се сблъсква с множество трудности, които, според автобиографията му, почти го довеждат до ръба на смъртта. Отливането на тази бронзова статуя е на няколко пъти неуспешно. При повторен опит пещта за топене се прегрява, разваляйки отливката на бронза. Челини заповядва да напълнят пещта с домашните му мебели и накрая с около 200 калаени чинии, както и с неговите тенджери и тигани. Това кара бронза да потече отново. След като бронзът се охлажда, статуята е завършена с изключение на три пръста на десния крак. Те са добавени по-късно.
Най-вдясно е маниеристичната група Похищението на сабинките от фламандския художник Жан дьо Булон, по-известен с италианското си име Джамболоня. Тази впечатляваща работа е направена от несъвършен блок от бял мрамор – най-големият блок, превозван някога до Флоренция. Моделът goccia вече е в Галерията на Академията. Джамболоня иска да създаде композиция с фигурата „серпентина“ – спираловидно движение нагоре, подобно на змия, което да се разглежда от всички страни. Това е първата група, представляваща повече от една фигура в европейската скулптурна история, която е замислена без доминираща гледна точка. Може да ѝ се възхищаваш еднакво от всички страни. Мраморният пиедестал, също от Джамболоня, представлява бронзови барелефи със същата тема. Тази мраморна и бронзова група се намира в лоджията от 1583 г.
Групата Изнасилването на Поликсена е фина диагонална скулптура на Пио Феди от 1865 г.
Наблизо се намира по-малко известната мраморна скулптура на Джамболоня Херкулес и Кентавърът (1599 г.), поставена тук през 1841 г. от Канто де' Канесеки. Тя е изваяна от масивен блок от бял мрамор с помощта на Пиетро Франкавила.
Групата Менелай крепи тялото на Патрокъл, открита в Рим, е стояла първоначално в южния край на Понте Векио. Има и друга версия на този доста реставриран римски мрамор в Палацо Пити. Това е древна римска скулптура от епохата на Флавиите, копирана от елинистичен пергамски оригинал от средата на III век пр.н.е. Тази мраморна група е открита в Рим. Претърпява реставрации от Лудовико Салвети по модел на Пиетро Така (1640 г.) и Стефано Ричи (около 1830 г.).
На гърба на лоджията са разположени пет мраморни женски статуи (три са идентифицирани като Матидия, Марциана и Агрипина Млада), сабини и статуя на варварска пленница Туснелда от римско време от епохата на Траян до Адриан. Те са открити в Рим през 1541 г. От 1584 г. са във Вила „Медичи“ в Рим, а през 1789 г. са донесени тук от Пиетро Леополдо. Всички те имат значими модерни реставрации.

## Галерия
- Лъв на Медичи – Джовани ди Скерано Фанчели
- Изнасилването на Поликсена – Пио Феди
- Херкулес и Нес – Джамболоня
- Менелай крепи тялото на Патрокъл – от епохата на Флавиите (I век пр.н.е.)
- Персей с главата на Медуза – Бенвенуто Челини
- Персей с главата на Медуза – Бенвенуто Челини
- Изнасилването на сабинянките – Джамболоня
- Изнасилването на сабинянките – Джамболоня
- Улпия Марциана, 110 – 120 сл.н.е.